# Keystone Cops

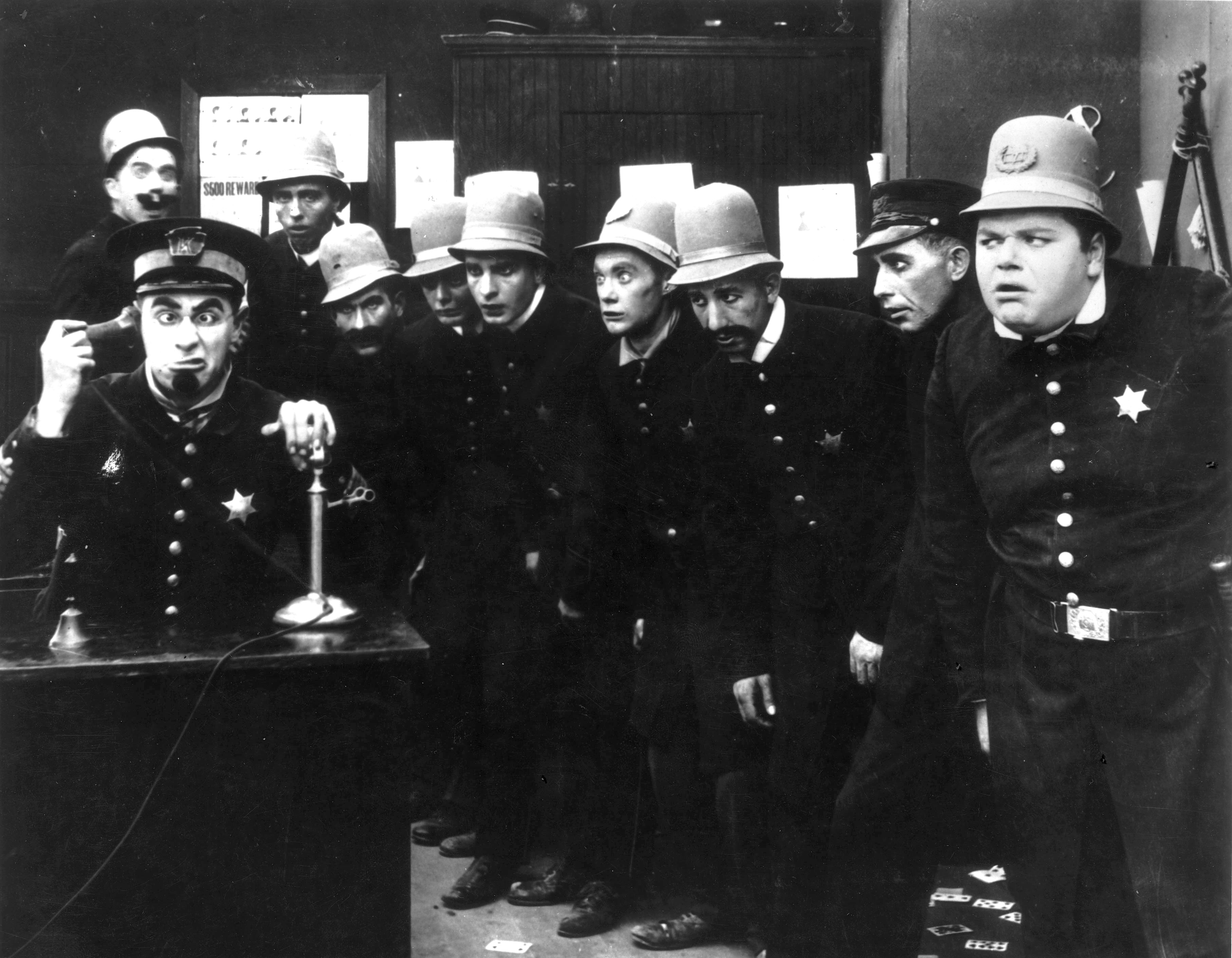
Os Keystone Cops em In the Clutches of the Gang (1914). O oficial no balcão usando o telefone é Ford Sterling. O policial imediatamente atrás de Sterling no fundo, à esquerda é Edgar Kennedy. O policial gordo à direita é Roscoe "Fatty" Arbuckle. O jovem com os olhos arregalados, quarto a partir da direita, é o primo de Arbuckle Al St. John. O elenco da Guarda Keystone mudava de um filme para outro; muitos dos membros permanecem sem identificação.

Os Keystone Cops (Guardas Keystone) foram personagens de uma série de comédias pastelão do cinema mudo. Tratava-se de um grupo de policiais incompetentes que eram vistos sempre em tresloucadas perseguições motorizadas ou a pé nas ruas das cidades. Os filmes eram produzidos pelo célebre Mack Sennett para a sua companhia, a Keystone Studios, entre 1912 e 1917. A ideia foi de Hank Mann, que também interpretou o chefe de polícia Tehiezel no primeiro filme, antes de ser substituído por Ford Sterling. O primeiro filme foi Hoffmeyer's Legacy (1912), mas a popularidade veio em 1913 com o curta The Bangville Police, estrelado por Mabel Normand. 
No início de 1914, Sennett começou a usar os Keystone Cops como coadjuvantes em comédias de Charlie Chaplin e Fatty Arbuckle. Os Keystone Cops apareceram assim no filme de Marie Dressler, Mabel Normand e Chaplin, uma comédia de Sennett chamada Tillie's Punctured Romance (1914), bem como em Mabel's New Hero (1913) com Normand e Arbuckle e Making a Living (1914) com Chaplin em sua primeira aparição nas telas na fase pré-vagabundo, In the Clutches of the Gang (1914) com Normand, Arbuckle e Al St. John e Wished on Mabel (1915) com Arbuckle e Normand, dentre outros.

## Retornos
Mack Sennett continuou a usar os Keystone Cops intermitentemente durante os anos de 1920. Com o advento dos filmes sonoros, a popularidade dos Keystone Cops decaiu. Em 1935, o diretor Ralph Staub fez ressurgir os personagens de Sennett em seu curta-metragem para a Warner Brothers chamado Keystone Hotel, incluindo uma recriação dos Cops. 
A versão de Staub dos Keystone Cops serviu de modelo para outras recriações. Abbott and Costello Meet the Keystone Kops (1955) trouxe um grupo de stuntmen (dublês) vestidos como os personagens de Sennett. (Um dos Keystone Cop originais, Heinie Conklin, aparece em cena). Mel Brooks dirigiu uma cena no estilo dos Keystone Cops em seu filme Silent Movie.

## Curiosidades
- "Keystone Cops" tornou-se uma expressão popular em inglês para referenciar algum tipo de trapalhada de autoridades ou grupo de pessoas. No filme Con Air, o agente do DEA Duncan Malloy, furioso com a incompetência dos guardas penitenciários, acusa Vince Larkin de montar uma operação "Keystone Cops".
- A popularidade dos Keystone Cops é apontada como um fator que levou as forças policiais americanas a terem, aos poucos, abandonado os uniformes em estilo britânico, principalmente o característico chapéu alto.

### Vídeo games
Em 1983, um vídeo game chamado Keystone Kapers foi lançado para Atari 2600 e 5200. Com o personagem Oficial Keystone Cop Kelly, o objetivo era parar os ladrões Hooligan Harry. A produção foi da Activision. Os Keystone Cops também aparecem no jogo de computador NetHack.

## Ligações Externas: Filmes dos Keystone Cops
- Hoffmeyer's Legacy (1912)
- The Bangville Police (1913) com Mabel Normand
- The Gangsters (1913) com Roscoe Arbuckle, Ford Sterling e Al St. John
- Barney Oldfield's Race for a Life (1913) com Mabel Normand
- Mabel's New Hero (1913) com Mabel Normand e Roscoe Arbuckle
- Making a Living (1914) (Disponível para vídeo/download do Internet Archive) com Charles Chaplin
- Tillie's Punctured Romance (1914) (Disponível para vídeo/download do Internet Archive) com Marie Dressler, Mabel Normand e Charles Chaplin
- In the Clutches of the Gang (1914) com Roscoe Arbuckle, Mabel Normand e Al St. John
- The Noise of Bombs (1914) com Edgar Kennedy como Chefe de Polícia.
- Love, Loot and Crash (1915) (Disponível para vídeo/download do Internet Archive) com Charley Chase
- Wished on Mabel (1915) com Roscoe Arbuckle e Mabel Normand
- Love, Speed and Thrills  (1915) (disponível para vídeo/download do Internet Archive) com Mack Swain, Minta Durfee e Chester Conklin